# Râul Govodarva, Coșuștea
Râul Govodarva este un curs de apă, afluent al râului Coșuștea. 